# Antonio Bravo y Alonso
Antonio Bravo y Alonso (Valencia, 1810-Madrid, 1882) fue un pintor escenógrafo y decorador, además de dibujante, español.

## Biografía
Nació en 1810 en Valencia. Entre sus obras se encontraron los frescos de las casas de los señores Buschental y Bárcenas pintadas en 1848, el techo del salón principal y algunos otros del edificio que fue Imprenta Nacional, el techo del salón de la Industria en el Café de Madrid, el techo del Teatro del Instituto que trabajó junto a Joaquín Espalter, una habitación árabe en el palacio del Duque de Alba pintada en 1854, el telón del teatrito de los duques de Híjar y los techos de las escaleras del Teatro Real.
Entre sus numerosas decoraciones se pueden citar las que realizó en diferentes teatros de Madrid para las obras La infanta Galiana, La creación del mundo, Baltasar, Cid Rodrigo de Vivar, Para vencer, querer, Un drama nuevo, Palco, modista y coche, Virginia, La varita de virtudes, El terremoto de la Martinica y Fuego de Dios en el querer bien. Fue autor de muchos dibujos que ilustraron diferentes novelas y obras y periódicos como Semanario Pintoresco, El Panorama, Historia de Madrid, La Ilustración y Museo de las Familias, entre otros. Hizo uso de las firmas «Brabo» y «A. Brabo».
Perteneció al Liceo Artístico y Literario, donde pintó numerosas acuarelas, entre las que destacó la que donó en 1840 a la rifa destinada a sufragar fondos para Antonio María Esquivel. Fue padre del también pintor Ricardo Bravo. Falleció en 1882 en Madrid.